# Doppelmord (Film)
Doppelmord (Originaltitel: Double Jeopardy) ist ein deutsch-kanadisch-US-amerikanischer Thriller von Regisseur Bruce Beresford aus dem Jahr 1999.

## Handlung
Libby Parsons ist glücklich mit dem scheinbar wohlhabenden Nick verheiratet und lebt mit ihm auf Whidbey Island, im Nordwesten des US-Bundesstaats Washington. Als das Paar eine Segeltour macht, wacht Libby plötzlich in einem blutverschmierten Morgenmantel auf und wundert sich, dass Nick nicht neben ihr liegt. Blutspuren erwecken den Eindruck, als wäre Nick an Deck gegangen und dann über Bord gestürzt. Libby geht auch an Deck, hebt ein blutiges Messer auf und schaut sich verstört um. So wird sie von der Küstenwache aufgefunden, wegen Mordes an Nick angeklagt und verurteilt, obwohl sie ihre Unschuld beteuert. Nick hatte eine Lebensversicherung über zwei Millionen Dollar abgeschlossen. Die Geschworenen erkennen darin ein hinreichendes Mordmotiv. Vor ihrer Inhaftierung bittet sie ihre beste Freundin Angie, ihren Sohn Matty zu adoptieren, damit seine Zukunft gesichert ist.
Im Gefängnis bricht der Kontakt zu Angie bald ab. Mit einem Trick findet Libby jedoch heraus, dass Angie nach San Francisco umgezogen ist. Als sie dort anruft und mit Matty spricht, ruft dieser plötzlich „Daddy!“, ehe die Verbindung abbricht. Am nächsten Tag ist der Anschluss abgemeldet. Libby wird nun klar: Nick ist am Leben: Er hat einen Versicherungsbetrug begangen, weil er vor der Pleite stand, sie dabei kaltgestellt und lebt nun mit Angie zusammen.
Im Gefängnis erfährt Libby von einer inhaftierten Ex-Anwältin von der Double-Jeopardy-Regel, wonach man nicht zwei Mal für dieselbe Tat verurteilt werden kann: Anstatt mühselig eine Wiederaufnahme ihres Verfahrens zu erwirken, da der vermeintlich ermordete Nick ja lebt, könne sie diesen – als bereits Verurteilte – straffrei auf offener Straße erschießen, schlägt Libbys Zellengenossin vor. 
Nach sechs Jahren Haft erreicht Libby ihre vorzeitige Entlassung auf Bewährung. Sie wird vom Bewährungshelfer Travis Lehman betreut, der selbst eine traurige Vergangenheit hat: Der Jura-Professor baute einst betrunken einen Autounfall, verlor daraufhin seinen Job und wurde von seiner Frau verlassen. Zur gemeinsamen Tochter besteht seither kein Kontakt. 
Kaum in Freiheit versucht Libby herauszufinden, wo sich Angie und Matty aufhalten und bricht – nachdem die Direktorin der Schule an der Angie früher als Lehrerin gearbeitet hat ihr nicht helfen will – nachts in die Schule ein um an Angies neue Adresse zukommen. Sie merkt sich zwar erfolgreich Angies Sozialversicherungsnummer, wird aber letztendlich von der Polizei geschnappt. Travis holt sie ab und Libby droht wegen massiver Verstöße gegen ihre Bewährungsauflagen zurück ins Gefängnis zu müssen. Doch sie schafft es Travis auf der Fähre von Whidbey Island zu entkommen und ihm dabei auch eine kleinkalibrige Pistole zu entwenden. 
Nach einem kurzen Halt bei ihrer Mutter, wo Libby sowohl ein Auto als auch Geld bekommt, findet sie durch eine Bonitätsprüfung bei einem Autohändler die neue Adresse von Angie heraus und reist daraufhin weiter nach Colorado. Dort erfährt Libby allerdings von einer Nachbarin, dass Angie vor drei Jahren tödlich verunglückt ist und die Familie weitergezogen ist. Libby ahnt, dass der Tod ihrer früheren Freundin kein Unfall war und stöberte in einem Zeitungsarchiv nach einem Artikel über das Unglück. Travis Lehman verfolgt sie derweilen auf eigene Faust. Es kommt zu einem Zusammentreffen, als Libby bei einem Kunsthändler die Spur eines Kandinsky-Bildes verfolgt, das Nick früher besessen hat und das auf dem Foto zu dem Artikel über Angies Tod zu sehen ist. Libby kann Travis erneut knapp entkommen und fliegt nach Louisiana, wo "Jonathan Devereaux", der Verkäufer des Bildes, leben soll.
Libby stöbert Nick, der nun unter diesem Namen ein luxuriöses Hotel in New Orleans betreibt, auf und konfrontiert ihn bei einer Abendveranstaltung: Sie teilt ihm mit, dass er sein "neues Leben" behalten kann, sie jedoch ihren Sohn zurückhaben will. Travis, der nun mit der lokalen Polizei zusammenarbeitet, ist ihr dabei dicht auf den Fersen. Libby zwingt Nick dazu, ihr Matty am nächsten Tag an einem vielbesuchten Friedhof zu übergeben. Doch Nick stellt ihr eine Falle, schlägt sie nieder und legt sie bewusstlos in einen Sarg. Sie kann sich daraus befreien und läuft nun Travis in die Arme. 
Dieser hat mittlerweile durchschaut, wie übel Libby mitgespielt wurde, und verbündet sich mit ihr. Dank einer Führerscheinkopie weiß Travis, dass "Jonathan Devereaux" tatsächlich Nick, Libbys vermeintlich ermordeter Ehemann, ist. Travis stellt Nick, der Libby für tot hält, im Büro des Hotels zur Rede, und gibt vor ihn erpressen zu wollen: In Wahrheit nimmt er Nicks Geständnis auf Tonband auf. Libby erscheint und nachdem sie endlich erfahren hat, dass ihr Sohn in einer Internatsschule in Georgia ist, eröffnen sie und Travis dem perplexen Nick, dass sie planen ihn wegen "Mordes" an Libby ins Gefängnis zu stecken. Es kommt letztendlich zu einer Schießerei, in der Nick zunächst Travis anschießt, ehe er von Libby getötet wird.
Der Film endete damit, dass Libby Matty am Fußballfeld seiner Schule wiedersieht und dieser seine Mutter, die er für tot gehalten hat, nach langen Jahren sofort wiedererkennt.

### Double Jeopardy
Das titelgebende Element des Filmes, Libby „dürfe“ nach ihrer ersten Verurteilung den noch lebenden Nick ungestraft erschießen, trifft nicht zu, auch wenn es im Film von mehreren Juristen bestätigt wird. Im 5. Zusatzartikel wird lediglich ausgeschlossen, wegen derselben konkreten Tat (nicht: wegen des gleichen Tatvorwurfs) erneut vor Gericht gestellt zu werden. Ein Mord zu einem späteren Zeitpunkt an einem anderen Ort unter anderen Umständen ist nicht dieselbe Tat wie die zuerst verhandelte und hat zwingend eine erneute Mordanklage zur Folge. Zudem würde der erste Prozess vollständig annulliert, sobald sich herausstellte, dass das dort verhandelte Verbrechen überhaupt nicht stattgefunden hat. Eine unrechtmäßige Verurteilung stellt also keinesfalls einen „Gutschein“ zum nachträglichen Begehen einer entsprechenden Tat dar.

## Auszeichnungen
Im Jahr 2000 gewann Ashley Judd einen Blockbuster Entertainment Award. Tommy Lee Jones und Bruce Greenwood wurden dafür nominiert. Judd wurde im selben Jahr auch bei den MTV Movie Awards als beste Schauspielerin nominiert.
Die Deutsche Film- und Medienbewertung FBW in Wiesbaden verlieh dem Film das Prädikat wertvoll.

## Kritiken
Das Lexikon des internationalen Films meinte, es sei ein „routinierter, aber reichlich mechanisch entwickelter Thriller, der den Figuren weder Seele noch Glaubwürdigkeit“ einzuhauchen verstehe.
Roger Ebert schrieb 1999 in der Chicago Sun-Times, dass der Film in der Hoffnung gedreht worden sei, Millionen von Dollar einzuspielen und dies scheine die vielen Dinge zu erklären, die an ihm nicht stimmten.
Robert Horton von film.com beschrieb Doppelmord als einen „schlechten Film mit einer wundervollen Hauptdarstellerin“.